# Pelletta
(Anonimo, XIV secolo, tratto da Storia della Città di Asti, Serafino Grassi, Asti 1894, vol. II, pg.234)
La famiglia Pelletta è una delle più antiche appartenenti al patriziato astigiano; accrebbe le sue ricchezze grazie ai commerci ed al prestito di denari su pegno e viene annoverata in quel gruppo di famiglie astigiane dette Casane.
Di parte ghibellina, parteggiarono per la fazione imperiale dei De Castello durante le guerre civili che scoppiarono in Asti; tra i principali discendenti si ricordano Raimondo Pelletta capitano nell'esercito di Goffredo di Buglione durante la crociata dei baroni e la poetessa Margherita Pelletta tra le più importanti del 1500.

## Le origini tra storia e leggenda

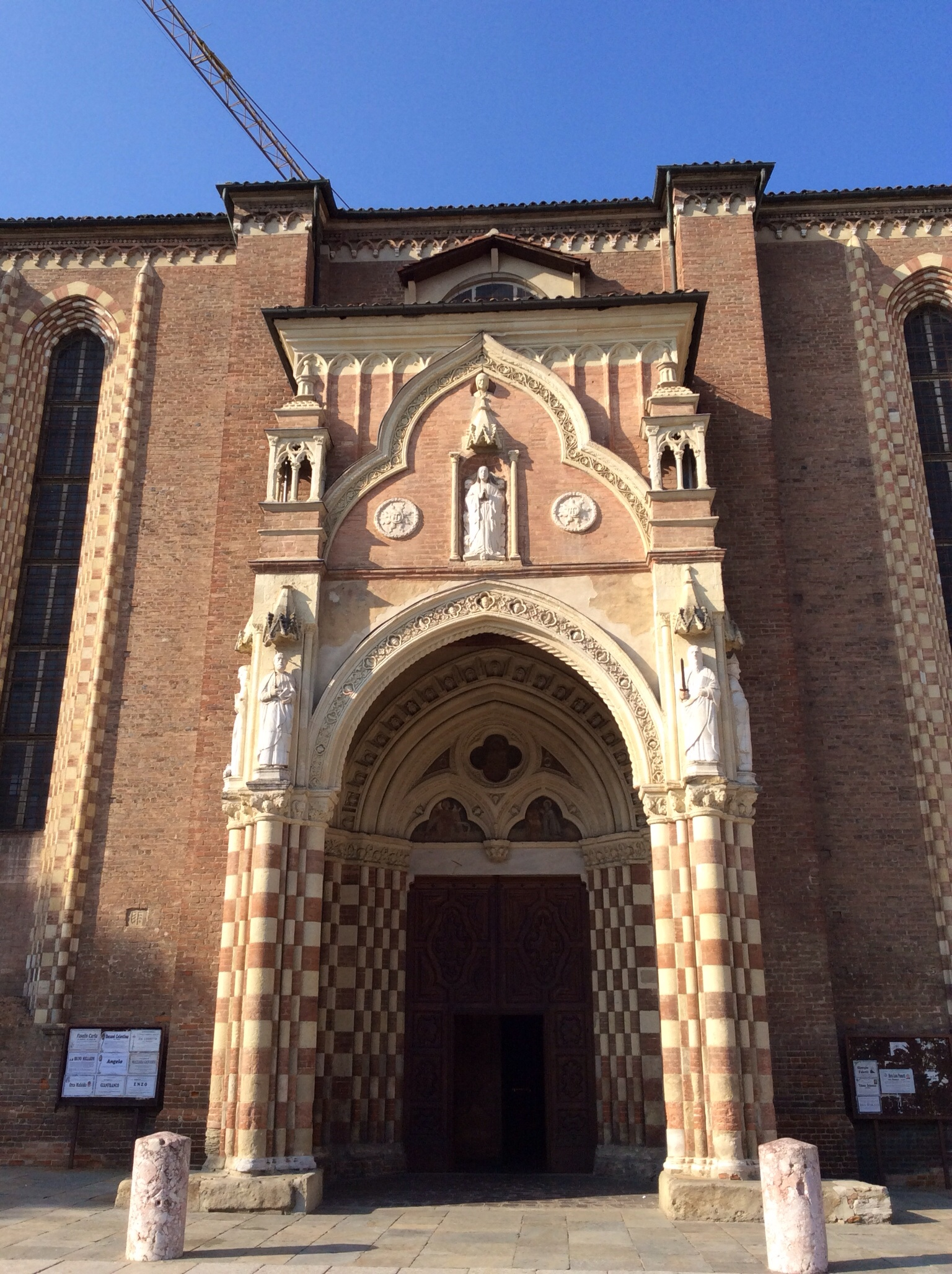
Asti, Cattedrale di Santa Maria Assunta, lato meridionale, "Antiporta Pelletta"

Secondo la tradizione da un "Memoriale"  in possesso del conte Ricci, risulterebbe che il capostipite della famiglia fosse un certo Pelet, principe tedesco giunto ad Asti nel III secolo a.C.
Nel 70, la famiglia venne inscritta nella nobiltà di Roma da Sergio Galba e nel 340 si divise in alcuni rami: de' Boiis, de' Menstruellis, de' Penatiis, de' Burio, de' Costiglionis.
Alcune fantasiose supposizione annoverano tra i suoi discendenti Saprizio, il persecutore di san Secondo ed addirittura Ponzio Pilato, al punto tale che nella tradizione astigiana la casa dei Pelletta in via Varrone viene indicata come casa di Pilato.
Le notizie certe sulla famiglia citano all'inizio dell'anno mille Raimondo Pelletta che ricoprì diversi incarichi militari durante la prima crociata in Terrasanta (1096 - 1099) al seguito di Goffredo di Buglione.
Raimondo compare in vari passi della narrazione della guerra  di Gerusalemme fatta dall'arcivescovo di Tiro Guglielmo. Il Pelletta, tornato in patria carico di onori e guadagni, fece costruire il castello della Torre di Valgorrera (nei pressi di Isolabella).

## L'attività casaniera
Fu una delle prime famiglie nel XIII secolo ad avere banchi di pegno in Savoia e al momento del declino dell'attività feneratizia, intorno alla metà del XIV secolo,  fu una delle ultime ad abbandonare l'attività.
Nel 1310 troviamo alcuni membri della famiglia associati con i Bergognini titolari di casane a Chambéry, Montmélian, Saint Julien, Saint Michel, Evian e Bard.
Nel 1312 i beni dei Pelletta, così come delle altre famiglie casaniere in Savoia vennero sequestrati e Caylette Pelletta a Syssel e Panzoto Pelletta ad Evian pagano un ingente riscatto per il dissequestro dei beni.
Questo fatto accadeva sovente dato che il confine tra prestito ed usura nel medioevo era molto labile; sia i Principi che la stessa Chiesa non poteva controllare questa realtà economica dato che anch'essi si servivano costantemente del denaro dei casanieri e concedevano deroghe e  ripieghi legali.
Tra il 1300 ed il 1400 moltissimi membri della famiglia tennero banchi in Savoia; il quadro del commercio è così ripartito:
- Orseto Pelletta a La Rochette
- Gabriele e Matteo Pelletta a Conflans e Salins
- Bernardo ed Antonio Pelletta a Montmelian, Saint-Pierre-d'Albigny, Aiguebelle, Tournon
- Lorenzo Pelletta ad Aime e Saint Maurice
- Raimondo ed i suoi figli  a Saint Julien e Saint Jean

Dalla Savoia la famiglia sviluppò il commercio in tutta l'Europa Occidentale: in Piccardia, Colonia, Fiandre, Lovanio.

## La posizione sociopolitica
Gribaudo, Manfredo e Giorgio Pelletta, tra il 1279 ed il 1282, furono rettori della Società di San Secondo, in seguito Daniele nel 1339 fu sapiente nella Società dei Militi e contribuì alla redazione degli statuti.
Grenone Pelletta divenne nel 1342 ambasciatore d'Asti presso la corte di Luchino Visconti. In seguito i Pelletta aderirono ai Visconti, infatti, nel 1370, Jacopo dal Verme e Rinaldo de Bulendorf, capitani di Galeazzo II, concessero a Enrichetto Pelletta il castello di Cortazzone a patto che lui, ed i membri della sua famiglia, giurassero fedeltà al Visconti e si impegnassero a combattere i nemici del signore.
Margherita Pelletta, viene considerata una delle migliori poetesse del XVI secolo, alcuni suoi madrigali vennero stampati  da Giulia Gonzaga Colonna.
Melchiorre e Giovanni Pelletta del ramo di Cossombrato furono podestà di Milano e Pavia nella metà del XVI secolo, nello stesso periodo un vescovo Melchiorre Pelletta prevosto, arcivescovo titolare di Scutari, suffraganeo di monsignor Girolamo Della Rovere, arcivescovo di Torino, è annoverato tra i governatori pontifici della città di Assisi (1570).
Francesco Antonio Pelletta nel 1670 fu prefetto della città di Asti.

## Il ramo di Albenga

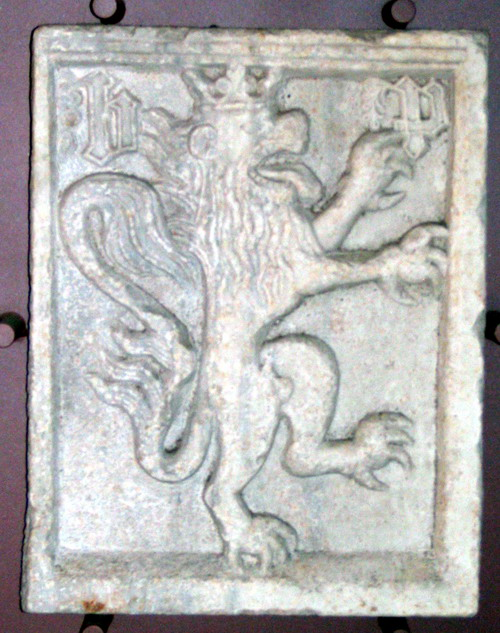
Stemma Pelletta, Asti, Museo di Sant'Anastasio

In seguito alla cacciata delle famiglie guelfe dalla città di Asti nel XIV secolo alcuni Pelletta del ramo Costiglionis acquistarono terre e proprietà ad Albenga e lì si trasferirono.
Come spesso accadeva in quel tempo, i nuovi forestieri vennero appellati con il nome di Costiglionis d'Aste e non più Pelletta a sottolineare la loro provenienza d'origine.
Prova di questo fatto è la presenza nel consiglio della città di un Benedictus Costiglionis de Asti  nell'anno 1366; con il passare del tempo i membri della famiglia vennero chiamati semplicemente con l'appellativo " De Aste" o "d'Aste"..
Il ramo albenganese dei Pelletta fu ammesso alle cariche cittadine e alla nobiltà civica, finché nel 1457 Michele de Costiglionis de Ast, essendo privi di eredi maschi, trasmise i beni e il cognome al nipote Bernardo Ricci, figlio del nobile albenganese Tommaso e della sua unica figlia Maddalenetta. I suoi discendenti assunsero il cognome D'Aste ed ebbero grande importanza nella vita di Albenga. Alcuni furono cavalieri di Malta e di S. Stefano e un ramo si trasferì a Roma, dove ebbero palazzi e feudi nel Regno di Napoli.
Il Gabotto descrive lo stemma dei de Aste di Albenga molto simile ai Pelletta: 
Tra i membri della famiglia è degno di nota Orazio Amedeo d'Aste, podestà di Novara e  senatore del Piemonte del 1741.
Un ramo della famiglia diramò a Genova e a Roma

## Abitazioni e feudi dei Pelletta

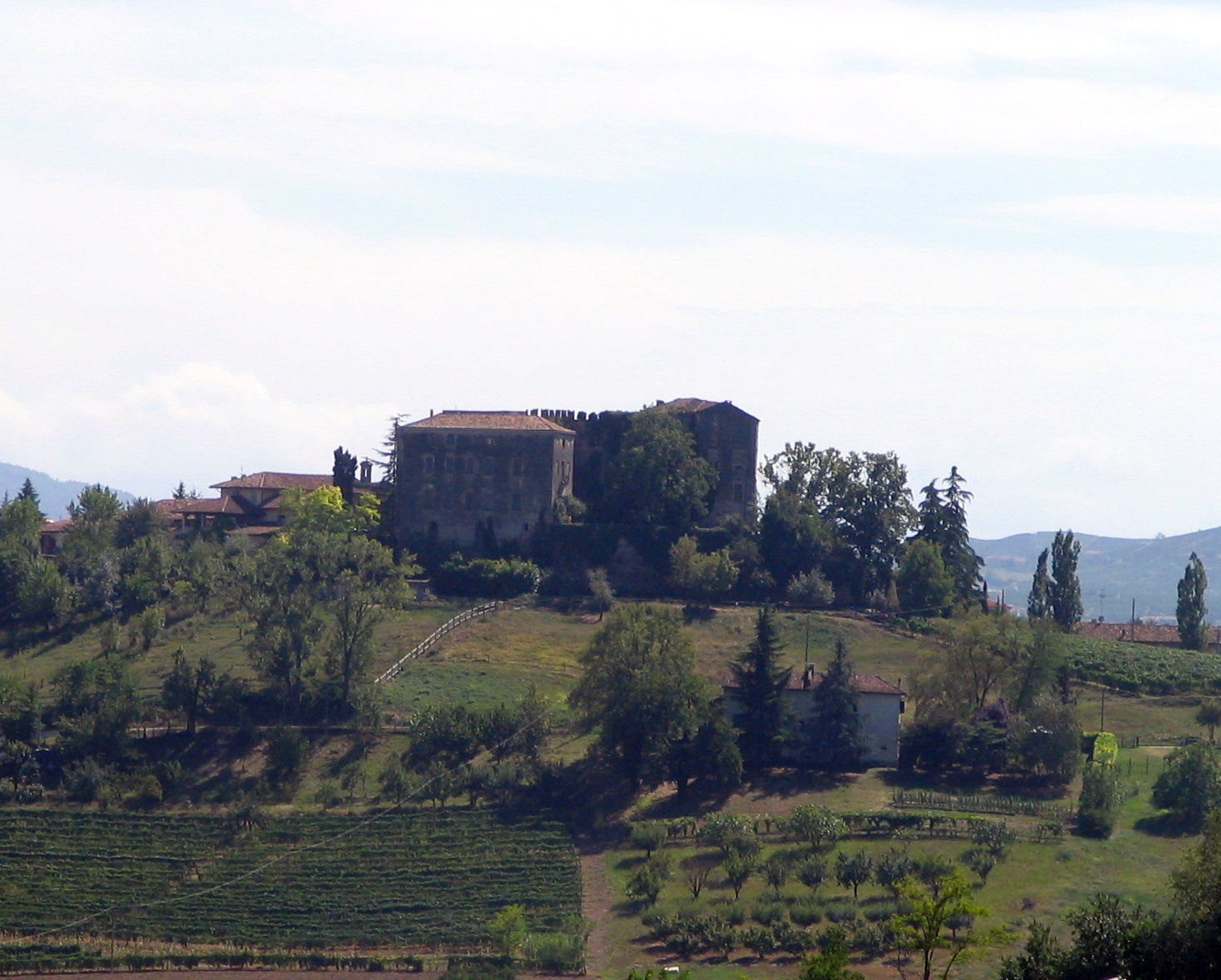
Castello di Burio

Le case dei Pelletta ad Asti erano ubicate nel rione Cattedrale.
In via Natta di fronte al palazzo dei Natta è presente il palazzo di Geronimo Pelletta, oltre a questo, la famiglia aveva altre residenze in prossimità del castello dei Varroni che il Gabiani considera la più vecchia residenza dei Pelletta in Asti (detta anche casa di Pilato).
Alla famiglia è attribuita la committenza del magnifico Portale sul lato meridionale della Cattedrale di Santa Maria Assunta.
Nel contado alla famiglia  appartenevano i feudi di Valgorrera, Cossombrato, Cortazzone, Cortandone, Brasicarda, Burio, Corsione, Soglio, Calosso, Cortanze e Pralormo.

## Albero genealogico
|  |  |  |  |  |  |  |  |  |  |  |  |                           |                           |                           |                           |                           |                           |          |          |                               |                               |                                 |                                 |                                 |                                 | Bonifacio                       |                                 |                         |                         |                         |                         |                                  |                                  |                                  |                                  |                                  |                                  |               |               |  |  |  |  |  |  |  |  |  |  |  |  |  |  |  |  |  |  |  |  |  |  |  |  |  |  |  |  |  |  |  |  |  |  |  |  |  |  |  |  |  |  |  |  |  |  |  |  |  |  |  |  |  |  |  |  |  |  |  |  |
|  |  |  |  |  |  |  |  |  |  |  |  |                           |                           |                           |                           |                           |                           |          |          |                               |                               |                                 |                                 |                                 |                                 |                                 |                                 |                         |                         |                         |                         |                                  |                                  |                                  |                                  |                                  |                                  |               |               |  |  |  |  |  |  |  |  |  |  |  |  |  |  |  |  |  |  |  |  |  |  |  |  |  |  |  |  |  |  |  |  |  |  |  |  |  |  |  |  |  |  |  |  |  |  |  |  |  |  |  |  |  |  |  |  |  |  |  |  |
|  |  |  |  |  |  |  |  |  |  |  |  |                           |                           |                           |                           |                           |                           |          |          |                               |                               |                                 |                                 |                                 |                                 |                                 |                                 |                         |                         |                         |                         |                                  |                                  |                                  |                                  |                                  |                                  |               |               |  |  |  |  |  |  |  |  |  |  |  |  |  |  |  |  |  |  |  |  |  |  |  |  |  |  |  |  |  |  |  |  |  |  |  |  |  |  |  |  |  |  |  |  |  |  |  |  |  |  |  |  |  |  |  |  |  |  |  |  |
|  |  |  |  |  |  |  |  |  |  |  |  |                           |                           |                           |                           |                           |                           |          |          | Linea di Cortazzone Oberto II | Linea di Cortazzone Oberto II | Linea di Cortazzone Oberto II   | Linea di Cortazzone Oberto II   | Linea di Cortazzone Oberto II   | Linea di Cortazzone Oberto II   |                                 |                                 |                         |                         |                         |                         | Linea di Cossombrato Raimondo II | Linea di Cossombrato Raimondo II | Linea di Cossombrato Raimondo II | Linea di Cossombrato Raimondo II | Linea di Cossombrato Raimondo II | Linea di Cossombrato Raimondo II |               |               |  |  |  |  |  |  |  |  |  |  |  |  |  |  |  |  |  |  |  |  |  |  |  |  |  |  |  |  |  |  |  |  |  |  |  |  |  |  |  |  |  |  |  |  |  |  |  |  |  |  |  |  |  |  |  |  |  |  |  |  |
|  |  |  |  |  |  |  |  |  |  |  |  |                           |                           |                           |                           |                           |                           |          |          | Linea di Cortazzone Oberto II | Linea di Cortazzone Oberto II | Linea di Cortazzone Oberto II   | Linea di Cortazzone Oberto II   | Linea di Cortazzone Oberto II   | Linea di Cortazzone Oberto II   |                                 |                                 |                         |                         |                         |                         | Linea di Cossombrato Raimondo II | Linea di Cossombrato Raimondo II | Linea di Cossombrato Raimondo II | Linea di Cossombrato Raimondo II | Linea di Cossombrato Raimondo II | Linea di Cossombrato Raimondo II |               |               |  |  |  |  |  |  |  |  |  |  |  |  |  |  |  |  |  |  |  |  |  |  |  |  |  |  |  |  |  |  |  |  |  |  |  |  |  |  |  |  |  |  |  |  |  |  |  |  |  |  |  |  |  |  |  |  |  |  |  |  |
|  |  |  |  |  |  |  |  |  |  |  |  |                           |                           |                           |                           |                           |                           |          |          | Bonifacio                     | Bonifacio                     | Bonifacio                       | Bonifacio                       | Bonifacio                       | Bonifacio                       |                                 |                                 |                         |                         |                         |                         | Roberto                          | Roberto                          | Roberto                          | Roberto                          | Roberto                          | Roberto                          |               |               |  |  |  |  |  |  |  |  |  |  |  |  |  |  |  |  |  |  |  |  |  |  |  |  |  |  |  |  |  |  |  |  |  |  |  |  |  |  |  |  |  |  |  |  |  |  |  |  |  |  |  |  |  |  |  |  |  |  |  |  |
|  |  |  |  |  |  |  |  |  |  |  |  |                           |                           |                           |                           |                           |                           |          |          | Bonifacio                     | Bonifacio                     | Bonifacio                       | Bonifacio                       | Bonifacio                       | Bonifacio                       |                                 |                                 |                         |                         |                         |                         | Roberto                          | Roberto                          | Roberto                          | Roberto                          | Roberto                          | Roberto                          |               |               |  |  |  |  |  |  |  |  |  |  |  |  |  |  |  |  |  |  |  |  |  |  |  |  |  |  |  |  |  |  |  |  |  |  |  |  |  |  |  |  |  |  |  |  |  |  |  |  |  |  |  |  |  |  |  |  |  |  |  |  |
|  |  |  |  |  |  |  |  |  |  |  |  |                           |                           |                           |                           |                           |                           |          |          | Giacomo                       | Giacomo                       | Giacomo                         | Giacomo                         | Giacomo                         | Giacomo                         |                                 |                                 |                         |                         |                         |                         | Gandolfo                         | Gandolfo                         | Gandolfo                         | Gandolfo                         | Gandolfo                         | Gandolfo                         |               |               |  |  |  |  |  |  |  |  |  |  |  |  |  |  |  |  |  |  |  |  |  |  |  |  |  |  |  |  |  |  |  |  |  |  |  |  |  |  |  |  |  |  |  |  |  |  |  |  |  |  |  |  |  |  |  |  |  |  |  |  |
|  |  |  |  |  |  |  |  |  |  |  |  |                           |                           |                           |                           |                           |                           |          |          | Giacomo                       | Giacomo                       | Giacomo                         | Giacomo                         | Giacomo                         | Giacomo                         |                                 |                                 |                         |                         |                         |                         | Gandolfo                         | Gandolfo                         | Gandolfo                         | Gandolfo                         | Gandolfo                         | Gandolfo                         |               |               |  |  |  |  |  |  |  |  |  |  |  |  |  |  |  |  |  |  |  |  |  |  |  |  |  |  |  |  |  |  |  |  |  |  |  |  |  |  |  |  |  |  |  |  |  |  |  |  |  |  |  |  |  |  |  |  |  |  |  |  |
|  |  |  |  |  |  |  |  |  |  |  |  |                           |                           |                           |                           |                           |                           |          |          |                               |                               |                                 |                                 |                                 |                                 |                                 |                                 |                         |                         |                         |                         |                                  |                                  |                                  |                                  |                                  |                                  |               |               |  |  |  |  |  |  |  |  |  |  |  |  |  |  |  |  |  |  |  |  |  |  |  |  |  |  |  |  |  |  |  |  |  |  |  |  |  |  |  |  |  |  |  |  |  |  |  |  |  |  |  |  |  |  |  |  |  |  |  |  |
|  |  |  |  |  |  |  |  |  |  |  |  |                           |                           | Donato                    | Donato                    | Donato                    | Donato                    | Donato   | Donato   |                               |                               | Ramo di Menstruello Menstruello | Ramo di Menstruello Menstruello | Ramo di Menstruello Menstruello | Ramo di Menstruello Menstruello | Ramo di Menstruello Menstruello | Ramo di Menstruello Menstruello |                         |                         |                         |                         | Giannone                         | Giannone                         | Giannone                         | Giannone                         | Giannone                         | Giannone                         |               |               |  |  |  |  |  |  |  |  |  |  |  |  |  |  |  |  |  |  |  |  |  |  |  |  |  |  |  |  |  |  |  |  |  |  |  |  |  |  |  |  |  |  |  |  |  |  |  |  |  |  |  |  |  |  |  |  |  |  |  |  |
|  |  |  |  |  |  |  |  |  |  |  |  |                           |                           | Donato                    | Donato                    | Donato                    | Donato                    | Donato   | Donato   |                               |                               | Ramo di Menstruello Menstruello | Ramo di Menstruello Menstruello | Ramo di Menstruello Menstruello | Ramo di Menstruello Menstruello | Ramo di Menstruello Menstruello | Ramo di Menstruello Menstruello |                         |                         |                         |                         | Giannone                         | Giannone                         | Giannone                         | Giannone                         | Giannone                         | Giannone                         |               |               |  |  |  |  |  |  |  |  |  |  |  |  |  |  |  |  |  |  |  |  |  |  |  |  |  |  |  |  |  |  |  |  |  |  |  |  |  |  |  |  |  |  |  |  |  |  |  |  |  |  |  |  |  |  |  |  |  |  |  |  |
|  |  |  |  |  |  |  |  |  |  |  |  |                           |                           |                           |                           |                           |                           |          |          |                               |                               | Tomaso di Valgorrea (1450)      |                                 |                                 |                                 |                                 |                                 |                         |                         |                         |                         |                                  |                                  |                                  |                                  |                                  |                                  |               |               |  |  |  |  |  |  |  |  |  |  |  |  |  |  |  |  |  |  |  |  |  |  |  |  |  |  |  |  |  |  |  |  |  |  |  |  |  |  |  |  |  |  |  |  |  |  |  |  |  |  |  |  |  |  |  |  |  |  |  |  |
|  |  |  |  |  |  |  |  |  |  |  |  |                           |                           |                           |                           |                           |                           |          |          |                               |                               |                                 |                                 |                                 |                                 |                                 |                                 |                         |                         |                         |                         |                                  |                                  |                                  |                                  |                                  |                                  |               |               |  |  |  |  |  |  |  |  |  |  |  |  |  |  |  |  |  |  |  |  |  |  |  |  |  |  |  |  |  |  |  |  |  |  |  |  |  |  |  |  |  |  |  |  |  |  |  |  |  |  |  |  |  |  |  |  |  |  |  |  |
|  |  |  |  |  |  |  |  |  |  |  |  |                           |                           | Domenico                  | Domenico                  | Domenico                  | Domenico                  | Domenico | Domenico |                               |                               | Amedeo                          | Amedeo                          | Amedeo                          | Amedeo                          | Amedeo                          | Amedeo                          |                         |                         |                         |                         | Antonio                          | Antonio                          | Antonio                          | Antonio                          | Antonio                          | Antonio                          |               |               |  |  |  |  |  |  |  |  |  |  |  |  |  |  |  |  |  |  |  |  |  |  |  |  |  |  |  |  |  |  |  |  |  |  |  |  |  |  |  |  |  |  |  |  |  |  |  |  |  |  |  |  |  |  |  |  |  |  |  |  |
|  |  |  |  |  |  |  |  |  |  |  |  |                           |                           | Domenico                  | Domenico                  | Domenico                  | Domenico                  | Domenico | Domenico |                               |                               | Amedeo                          | Amedeo                          | Amedeo                          | Amedeo                          | Amedeo                          | Amedeo                          |                         |                         |                         |                         | Antonio                          | Antonio                          | Antonio                          | Antonio                          | Antonio                          | Antonio                          |               |               |  |  |  |  |  |  |  |  |  |  |  |  |  |  |  |  |  |  |  |  |  |  |  |  |  |  |  |  |  |  |  |  |  |  |  |  |  |  |  |  |  |  |  |  |  |  |  |  |  |  |  |  |  |  |  |  |  |  |  |  |
|  |  |  |  |  |  |  |  |  |  |  |  |                           |                           |                           |                           |                           |                           |          |          |                               |                               |                                 |                                 |                                 |                                 |                                 |                                 |                         |                         |                         |                         |                                  |                                  |                                  |                                  |                                  |                                  |               |               |  |  |  |  |  |  |  |  |  |  |  |  |  |  |  |  |  |  |  |  |  |  |  |  |  |  |  |  |  |  |  |  |  |  |  |  |  |  |  |  |  |  |  |  |  |  |  |  |  |  |  |  |  |  |  |  |  |  |  |  |
|  |  |  |  |  |  |  |  |  |  |  |  |                           |                           | Petrino                   | Petrino                   | Petrino                   | Petrino                   | Petrino  | Petrino  |                               |                               | Girolamo 1427                   | Girolamo 1427                   | Girolamo 1427                   | Girolamo 1427                   | Girolamo 1427                   | Girolamo 1427                   |                         |                         |                         |                         | Baldoino                         | Baldoino                         | Baldoino                         | Baldoino                         | Baldoino                         | Baldoino                         |               |               |  |  |  |  |  |  |  |  |  |  |  |  |  |  |  |  |  |  |  |  |  |  |  |  |  |  |  |  |  |  |  |  |  |  |  |  |  |  |  |  |  |  |  |  |  |  |  |  |  |  |  |  |  |  |  |  |  |  |  |  |
|  |  |  |  |  |  |  |  |  |  |  |  |                           |                           | Petrino                   | Petrino                   | Petrino                   | Petrino                   | Petrino  | Petrino  |                               |                               | Girolamo 1427                   | Girolamo 1427                   | Girolamo 1427                   | Girolamo 1427                   | Girolamo 1427                   | Girolamo 1427                   |                         |                         |                         |                         | Baldoino                         | Baldoino                         | Baldoino                         | Baldoino                         | Baldoino                         | Baldoino                         |               |               |  |  |  |  |  |  |  |  |  |  |  |  |  |  |  |  |  |  |  |  |  |  |  |  |  |  |  |  |  |  |  |  |  |  |  |  |  |  |  |  |  |  |  |  |  |  |  |  |  |  |  |  |  |  |  |  |  |  |  |  |
|  |  |  |  |  |  |  |  |  |  |  |  |                           |                           |                           |                           |                           |                           |          |          |                               |                               | Ardicino 1600                   |                                 |                                 |                                 |                                 |                                 |                         |                         |                         |                         |                                  |                                  |                                  |                                  |                                  |                                  |               |               |  |  |  |  |  |  |  |  |  |  |  |  |  |  |  |  |  |  |  |  |  |  |  |  |  |  |  |  |  |  |  |  |  |  |  |  |  |  |  |  |  |  |  |  |  |  |  |  |  |  |  |  |  |  |  |  |  |  |  |  |
|  |  |  |  |  |  |  |  |  |  |  |  |                           |                           | Antonio                   | Antonio                   | Antonio                   | Antonio                   | Antonio  | Antonio  |                               |                               |                                 |                                 |                                 |                                 |                                 |                                 |                         |                         |                         |                         | Melchiorre                       | Melchiorre                       | Melchiorre                       | Melchiorre                       | Melchiorre                       | Melchiorre                       |               |               |  |  |  |  |  |  |  |  |  |  |  |  |  |  |  |  |  |  |  |  |  |  |  |  |  |  |  |  |  |  |  |  |  |  |  |  |  |  |  |  |  |  |  |  |  |  |  |  |  |  |  |  |  |  |  |  |  |  |  |  |
|  |  |  |  |  |  |  |  |  |  |  |  |                           |                           | Antonio                   | Antonio                   | Antonio                   | Antonio                   | Antonio  | Antonio  |                               |                               |                                 |                                 |                                 |                                 |                                 |                                 |                         |                         |                         |                         | Melchiorre                       | Melchiorre                       | Melchiorre                       | Melchiorre                       | Melchiorre                       | Melchiorre                       |               |               |  |  |  |  |  |  |  |  |  |  |  |  |  |  |  |  |  |  |  |  |  |  |  |  |  |  |  |  |  |  |  |  |  |  |  |  |  |  |  |  |  |  |  |  |  |  |  |  |  |  |  |  |  |  |  |  |  |  |  |  |
|  |  |  |  |  |  |  |  |  |  |  |  |                           |                           |                           |                           |                           |                           |          |          |                               |                               |                                 |                                 |                                 |                                 |                                 |                                 |                         |                         |                         |                         |                                  |                                  |                                  |                                  |                                  |                                  |               |               |  |  |  |  |  |  |  |  |  |  |  |  |  |  |  |  |  |  |  |  |  |  |  |  |  |  |  |  |  |  |  |  |  |  |  |  |  |  |  |  |  |  |  |  |  |  |  |  |  |  |  |  |  |  |  |  |  |  |  |  |
|  |  |  |  |  |  |  |  |  |  |  |  |                           |                           |                           |                           |                           |                           |          |          |                               |                               |                                 |                                 |                                 |                                 |                                 |                                 |                         |                         |                         |                         |                                  |                                  |                                  |                                  |                                  |                                  |               |               |  |  |  |  |  |  |  |  |  |  |  |  |  |  |  |  |  |  |  |  |  |  |  |  |  |  |  |  |  |  |  |  |  |  |  |  |  |  |  |  |  |  |  |  |  |  |  |  |  |  |  |  |  |  |  |  |  |  |  |  |
|  |  |  |  |  |  |  |  |  |  |  |  | Francesco Antonio 1639-70 | Francesco Antonio 1639-70 | Francesco Antonio 1639-70 | Francesco Antonio 1639-70 | Francesco Antonio 1639-70 | Francesco Antonio 1639-70 |          |          | Baldassarre 1702              | Baldassarre 1702              | Baldassarre 1702                | Baldassarre 1702                | Baldassarre 1702                | Baldassarre 1702                | Luciana Matilde Ignazia         | Luciana Matilde Ignazia         | Luciana Matilde Ignazia | Luciana Matilde Ignazia | Luciana Matilde Ignazia | Luciana Matilde Ignazia |                                  |                                  | Girolamo 1691                    | Girolamo 1691                    | Girolamo 1691                    | Girolamo 1691                    | Girolamo 1691 | Girolamo 1691 |  |  |  |  |  |  |  |  |  |  |  |  |  |  |  |  |  |  |  |  |  |  |  |  |  |  |  |  |  |  |  |  |  |  |  |  |  |  |  |  |  |  |  |  |  |  |  |  |  |  |  |  |  |  |  |  |  |  |  |  |
|  |  |  |  |  |  |  |  |  |  |  |  | Francesco Antonio 1639-70 | Francesco Antonio 1639-70 | Francesco Antonio 1639-70 | Francesco Antonio 1639-70 | Francesco Antonio 1639-70 | Francesco Antonio 1639-70 |          |          | Baldassarre 1702              | Baldassarre 1702              | Baldassarre 1702                | Baldassarre 1702                | Baldassarre 1702                | Baldassarre 1702                | Luciana Matilde Ignazia         | Luciana Matilde Ignazia         | Luciana Matilde Ignazia | Luciana Matilde Ignazia | Luciana Matilde Ignazia | Luciana Matilde Ignazia |                                  |                                  | Girolamo 1691                    | Girolamo 1691                    | Girolamo 1691                    | Girolamo 1691                    | Girolamo 1691 | Girolamo 1691 |  |  |  |  |  |  |  |  |  |  |  |  |  |  |  |  |  |  |  |  |  |  |  |  |  |  |  |  |  |  |  |  |  |  |  |  |  |  |  |  |  |  |  |  |  |  |  |  |  |  |  |  |  |  |  |  |  |  |  |  |
|  |  |  |  |  |  |  |  |  |  |  |  | Carlo Benedetto 1760      | Carlo Benedetto 1760      | Carlo Benedetto 1760      | Carlo Benedetto 1760      | Carlo Benedetto 1760      | Carlo Benedetto 1760      |          |          |                               |                               |                                 |                                 |                                 |                                 |                                 |                                 |                         |                         |                         |                         | Raimondo Roberto 1746-09         | Raimondo Roberto 1746-09         | Raimondo Roberto 1746-09         | Raimondo Roberto 1746-09         | Raimondo Roberto 1746-09         | Raimondo Roberto 1746-09         |               |               |  |  |  |  |  |  |  |  |  |  |  |  |  |  |  |  |  |  |  |  |  |  |  |  |  |  |  |  |  |  |  |  |  |  |  |  |  |  |  |  |  |  |  |  |  |  |  |  |  |  |  |  |  |  |  |  |  |  |  |  |
|  |  |  |  |  |  |  |  |  |  |  |  | Carlo Benedetto 1760      | Carlo Benedetto 1760      | Carlo Benedetto 1760      | Carlo Benedetto 1760      | Carlo Benedetto 1760      | Carlo Benedetto 1760      |          |          |                               |                               |                                 |                                 |                                 |                                 |                                 |                                 |                         |                         |                         |                         | Raimondo Roberto 1746-09         | Raimondo Roberto 1746-09         | Raimondo Roberto 1746-09         | Raimondo Roberto 1746-09         | Raimondo Roberto 1746-09         | Raimondo Roberto 1746-09         |               |               |  |  |  |  |  |  |  |  |  |  |  |  |  |  |  |  |  |  |  |  |  |  |  |  |  |  |  |  |  |  |  |  |  |  |  |  |  |  |  |  |  |  |  |  |  |  |  |  |  |  |  |  |  |  |  |  |  |  |  |  |
|  |  |  |  |  |  |  |  |  |  |  |  |                           |                           |                           |                           |                           |                           |          |          |                               |                               |                                 |                                 |                                 |                                 |                                 |                                 |                         |                         |                         |                         | Roberto Filippo 1802-43          |                                  |                                  |                                  |                                  |                                  |               |               |  |  |  |  |  |  |  |  |  |  |  |  |  |  |  |  |  |  |  |  |  |  |  |  |  |  |  |  |  |  |  |  |  |  |  |  |  |  |  |  |  |  |  |  |  |  |  |  |  |  |  |  |  |  |  |  |  |  |  |  |

## Stemma

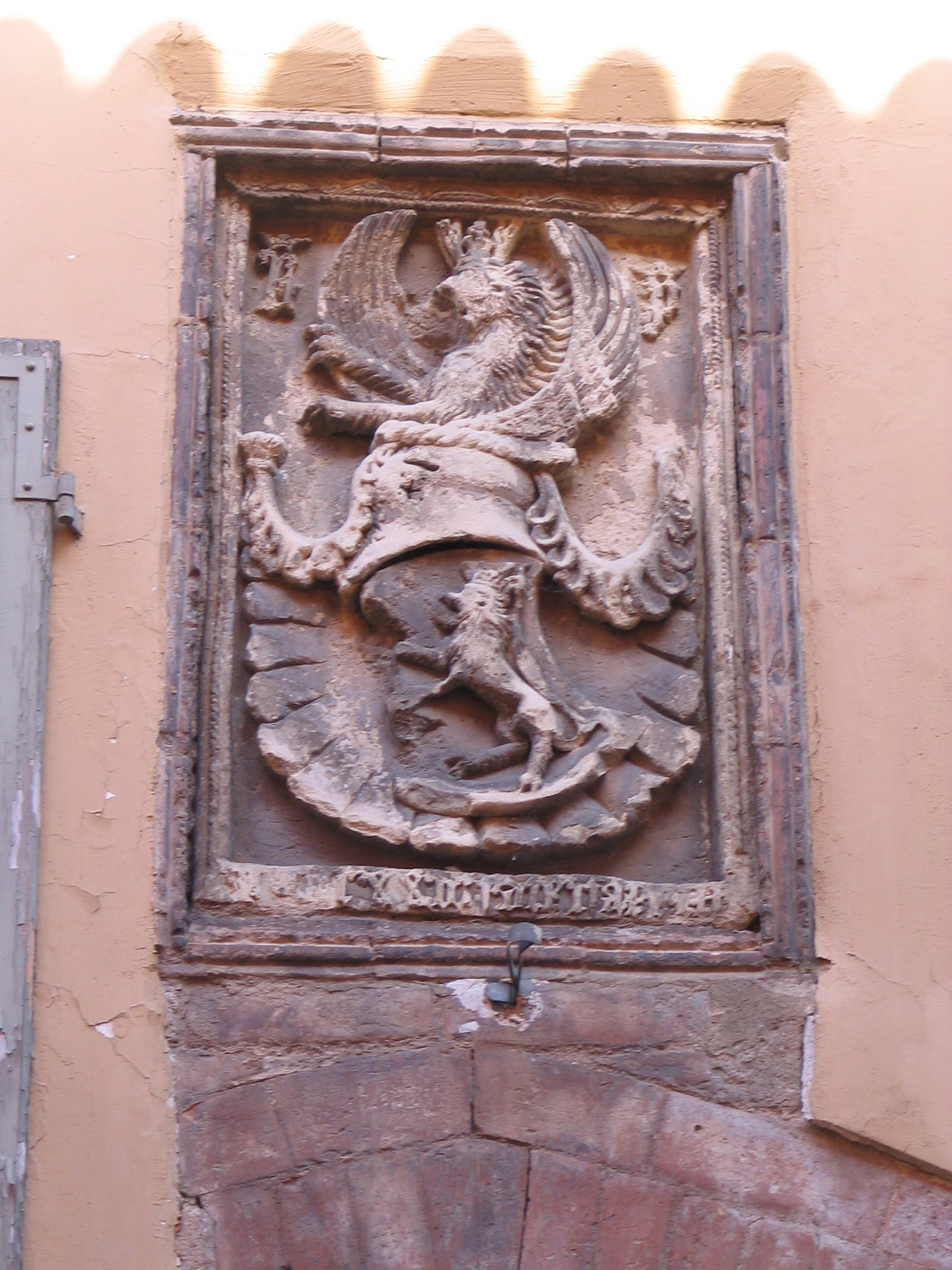
Stemma dei Pelletta, Asti Palazzo Pelletta

Il Manno descrive così l'arma dei Pelletta: 
(Il patriziato subalpino)
Scudo: leone coronato linguato e membrato di rosso rampante azzurro in campo oro
Cimiero: leone alato del campo azzurro 
Motto: NI TROP NI PEU (Né troppo, né poco)
Il leone, con la sua reputazione di forza, di coraggio, di nobiltà, così conforme all'ideale medievale, veniva spesso utilizzato in araldica.
Ad Asti in via Natta sul palazzo che appartenne nel XV secolo a Gerolamo Pelletta, esiste ancora oggi lo stemma gentilizio della famiglia, tale stemma incorniciato in un cordolo rettangolare, presenta in alto in rilievo le iniziali  H e P ad  indicare Hyeronimus Pelletta, con la data MCCCCXXVII, sotto lo stemma l'annotazione  H.P.D. MESTR. MCCCCXVI (anno di probabile affissione dello stemma), a significare il ramo Menstruellis dei Pelletta.